# جنبي السن
جَنْبي السن (الاسم العلمي: Odontopleura)، جنس منقرض من فصيلة جنبات السن. عُثر على أنواع مختلفة منه في العصر الأوردوفيشي العلوي إلى العصر الديفوني الأوسط في طبقات البحر في جميع أنحاء العالم العالم.
أفضل عينة تم دراستها هي للنوع النمطي O. ovata من فترة الوينلوك (السيلوري) المستخرجة من جمهورية التشيك ومن جزيرة غوتلاند السويدية.

## التوزيع
أحافير جنبي السن عثر عليها في العصور التالية:

### الديفوني
الصين، متكون فلوريستا في كولمبيا، وهضبة كونديبوياسينس ألتيبلانو الكولمبية.

### السيلوري
كندا (كيبيك والأقاليم الشمالية الغربية)، والصين، وجمهورية التشيك، وبولندا، وفي أيوا ونيويورك في الولايات المتحدة الأمريكية.

### الأوردفيشي
الولايات المتحدة الأمريكي: انديانا، وأوهايو، وفريجينيا